# 光熹
光熹（189年四月—八月）是东汉皇帝漢少帝劉辯的第一个年号。根據《後漢書》記載，少帝於中平六年（189年）四月戊午即位，改元光熹。至八月辛未，改元昭寧。汉朝使用这个年号时间共计五个月。
漢獻帝永汉元年（189年）十二月，即中平六年十二月，“诏除光熹、昭宁、永汉三号”，复称中平六年。

## 改元
- 中平六年——四月十三日，改元為光熹元年；光熹元年八月二十八日，改元為昭寧元年。[3][4]

## 紀年農曆對照表
| 西元  | 干支 | 紀年     | 正月 | 二月 | 三月 | 四月   | 五月   | 六月   | 七月   | 八月   | 九月 | 十月 | 十一月 | 十二月 | 閏月 |
| ----- | ---- | -------- | ---- | ---- | ---- | ------ | ------ | ------ | ------ | ------ | ---- | ---- | ------ | ------ | ---- |
| 189年 | 己巳 | 光熹元年 |      |      |      | 丙午大 | 丙子小 | 乙巳大 | 乙亥小 | 甲辰大 |      |      |        |        |      |
| 189年 | 己巳 | 光熹元年 |      |      |      | 5/3    | 6/2    | 7/1    | 7/31   | 8/29   |      |      |        |        |      |

## 参看
- 中國年號索引